# Jordan Football Association
Die Jordan Football Association (arabisch الاتحاد الأردني لكرة القدم, DMG al-Ittiḥād al-urdunnī li-kurat al-qadam) ist der nationale Fußballverband des arabischen Landes Jordanien. Er wurde im Jahr 1949 (drei Jahre nach der Unabhängigkeit des Landes) gegründet und trat im Jahr 1956 dem Weltverband FIFA und 1975 dem Kontinentalverband AFC sowie 2015 dem Regionalverband WAFF. Derzeitiger Präsident ist Ali bin al-Hussein, ein Sohn von Hussein I.

## Geschichte
1944, noch vor der Gründung des Verbandes, entstand eine erste nationale Fußballliga. Diese existiert als Jordan League noch heute. Damit gehört sowohl die Liga als auch der Verband zu den ältesten in der Region. Ein paar Jahre vor dem Beitritt zur FIFA fand im ägyptischen Alexandria die erste Partie gegen die Mannschaft der Syrischen Republik statt, welche mit 1:3 verloren wurde. Diese Mannschaft nahm auch nach dem Beitritt zur AFC nur spärlich an der Qualifikation für die Kontinentalwettbewerbe teil. Bis in die späten 1970er Jahre wurden nur selten Spiele ausgetragen. Seit 2004 mit Ausnahme von 2007 konnte man sich immer für diesen Wettbewerb qualifizieren. Für die Weltmeisterschaft gelang bislang keine Qualifikation. Bei den Panarabischen Spielen  1997 und 1999 erreichte man den ersten Platz.
Die Gründung weiterer U-Mannschaften erfolgte in den späten 1980er Jahren, respektive um die 2000er Jahre herum. Diese konnten bislang kein offizielles Turnier gewinnen. Im Jahr 2005 wurde eine Frauen-Nationalmannschaft gegründet. Diese errang in der Westasienmeisterschaft bislang vier Titel der bisher sechs Austragungen. Bei den Asienmeisterschaften war nach einer Qualifikation stets nach der Gruppenphase Schluss.